# 西善桥站
西善桥站位于江苏省南京市雨花台区西善桥街道，有宁铜铁路经过，邮政编码210041。车站建于1958年，1971年扩建:73。车站及其上下行区间均未电气化，距离南京西站43公里，隶属中国铁路上海局集团有限公司，是四等站。
宁芜铁路南京市区段改线工程实施后，本站将被撤销。

## 利用状况
西善桥站设有到发线2条（含正线）、调车线2条。车站设有通往南京地铁油坊桥停车场的专用线，现仅办理专用线货运业务，以工机、钢铁为主，不办理客运业务。车站原还设有一座由南京铁路炼铁厂所修建的货场，后被拆除并建设西善桥铁路安居房。

## 车站周边
- 油坊桥站
- 西善桥
- 油坊桥停车场
- 西善桥铁路安居房
- 贾西